# Rebekka Baer
Rebekka Baer ist eine finnische Schauspielerin.

## Biografie
Baer besuchte die Kallion lukio in Helsinki. Ihr Debüt gab sie 2020 in der Serie Karkurit. Anschließend trat sie im selben Jahr in Häräntappoase auf. 2022 spielte Baer in dem Kurzfilm Härka mit. Danach bekam sie 2023 in dem Film Light Light Light eine Hauptrolle. Außerdem wird sie in dem Film Rörelser zu sehen sein.
Von 2019 bis 2021 studierte sie an der Musiikkiopisto Juvenalia. Neben ihrer Muttersprache Finnisch spricht Baer noch Englisch und  Schwedisch und Deutsch sowie etwas Französisch und Russisch.
Ihr Bruder Bruno Baer ist ebenfalls Schauspieler.

## Filmografie
Filme
- 2022: Härka
- 2023: Light Light Light (Valoa valoa valoa)
- 2025: Rörelser

Serien
- 2021: Karkurit (Episode 1x05)
- 2021: Häräntappoase (7 Episoden)
- 2025: Munkkivuori